# Dialytrichia saxicola
Dialytrichia saxicola là một loài Rêu trong họ Pottiaceae. Loài này được (Lamy) Cano mô tả khoa học đầu tiên năm 2007.